# Agalla
|  | Per als tumors d'algunes plantes vegeu Agalla (botànica) |

Agalla, nom donat pels nord-americans al cabdill de la Gran Nació Sioux Pizi (1840-Oak Creek, Dakota del Sud, 1894). Cabdill dels hunkpapa, participà en la batalla de Little Big Horn (1876). Després se n'anà al Canadà amb Bou Assegut, però el 1881 va tornar i es rendí a Montana al general Ilges. Fou enviat a la reserva de Standing Rock, on es dedicà a l'agricultura i donà suport a l'educació dels nens a les reserves.